# Brachysema aphyllum
Brachysema aphyllum är en ärtväxtart som beskrevs av William Jackson Hooker. Brachysema aphyllum ingår i släktet Brachysema och familjen ärtväxter. Inga underarter finns listade i Catalogue of Life.